# (736) Harvard
(736) Harvard es un asteroide perteneciente al cinturón de asteroides descubierto por Joel Hastings Metcalf desde Winchester, Estados Unidos, el 16 de noviembre de 1912.

## Designación y nombre
Harvard se designó inicialmente como 1912 PZ.
Más tarde, fue nombrado así por la universidad de Harvard.

## Características orbitales
Harvard orbita a una distancia media del Sol de 2,203 ua, pudiendo alejarse hasta 2,566 ua. Su inclinación orbital es 4,375° y la excentricidad 0,1648. Emplea 1194 días en completar una órbita alrededor del Sol.
Harvard forma parte de la familia asteroidal de Flora.